# Louis Farrakhan
Louis Farrakhan Muhammad, Sr., tidigare Louis Eugene Walcott, född 11 maj 1933 i The Bronx i New York, är en amerikansk religiös ledare. Sedan 1978 leder han Nation of Islam, en organisation för afroamerikaner som kombinerar Islam med svart nationalism. Farrakhan har under åren uppmärksammats för kontroversiella uttalanden, som sina hyllningar av Adolf Hitler och anklagelser att USA:s regering försöker utrota den svarta befolkningen med AIDS och narkotika.

## Biografi
Louis Farrakhan växte upp i Boston och var aktiv i St. Cyprian's episkopalkyrka. Efter studier vid Boston English High School studerade 1951–1953 vid Winston-Salem Teachers College, men hoppade av innan han hade fullföljt sin lärarutbildning för att ägna sig åt en karriär inom musik. Under artistnamnet “The Charmer” uppträdde han på nattklubbar i Boston som calypso- och countrysångare.
1955 gick han med i Nation of Islam och ersatte sitt efternamn med ett X, enligt organisationens sedvana, vilket berodde på att de ansåg att deras efternamn hade sitt ursprung hos vita slavägare. Louis X var aktiv inom Temple No. 7 i Harlem där han lärdes upp av Malcolm X, som var en av de mest framträdande inom Nation of Islam. Louis X gavs sitt muslimska namn Abdul Haleem Farrakhan av Nation of Islams ledare Elijah Muhammad.
Farrakhan blev först ledare för Temple No. 11 i Boston. Efter att Malcolm X hade lämnat organisationen 1964 blev Farrakhan ledare för Temple No. 7 och nummer två på nationell nivå efter Elijah Muhammad. I sin ledande roll räknades Farrakhan som en karismatisk ledare och en framgångsrik talare bland afroamerikaner.
När Elijah Muhammad dog i februari 1975 valdes Wallace Muhammad, en av Elijah Muhammeds söner, som ny ledare. Detta ledde till missnöje hos Farrakhan, som hade hoppats att ta över. Han ledde 1978 en utbrytargrupp som också kallades Nation of Islam och som bibehöll de ursprungliga lärorna från Elijah Muhammad. Farrakhan höll inte med om Wallace Muhammads försök att omvandla Nation of Islam till ortodox sunniislam och avlägsna Elijah Muhammads radikala svarta nationalism, som betonade vita människors inneboende ondska.
Farrakhan blev känd för den bredare amerikanska allmänheten i samband med valkampanjen inför presidentvalet 1984 då Farrakhan stödde Jesse Jacksons kandidatur inom Demokratiska partiet. Efter att judiska grupper hade protesterat mot Farrakhans uppskattning av Adolf Hitler drog han tillbaka sitt stöd. Farrakhan har sedan dess varit i kontinuerlig konflikt med amerikanska judiska grupper, men hävdar själv att han inte är antisemitisk.
1995 ordnade Nation of Islam en marsch i Washington under namnet Million Man March, i syfte att främja afroamerikansk enighet och familjevärderingar. Uppskattningar av antalet deltagare i marschen varierade från 400 000 till nära 1,1 miljoner, vilket vid denna tid gjorde det till den största manifestationen i USA:s historia. Farrakhans Nation of Islam startade en AIDS-klinik i Washington och hjälpte till att tvinga bort narkotikalangare från allmännyttiga och privata bostadsområden i staden.
Under Farrakhans ledarskap var Nation of Islam en av de snabbast växande muslimska organisationerna i USA. Organisationen etablerade sig i Ghana, London, Paris och Karibien. Farrakhan etablerade också relationer med olika muslimska länder och hade i slutet av 1980-talet en särskilt nära relation till Libyens diktator Muammar al-Gaddafi. Farrakhan erhöll Gaddafipriset för mänskliga rättigheter 1996.
After att ha varit nära att dö av komplikationer från prostatacancer 2000, tonade Farrakhan ner sin rasretorik och eftersträvade att förbättra relationerna till andra minoritetsgrupper i USA. Samma år förde han också sitt Nation of Islam närmare ortodoxa sunniläror när han och imam Warith Deen Mohammed erkände varandra som muslimer.
2010 gav han offentligt stöd till dianetik, scientologisektens läror, och sa att han ville att alla medlemmar av Nation of Islam skulle bli utövare av scientologernas rådgivningsprocess.